# Compton Bassett
Compton Bassett – wieś w Anglii, w hrabstwie Wiltshire. Leży 43 km na północ od miasta Salisbury i 127 km na zachód od Londynu.